# Geum boliviense
Geum boliviense är en rosväxtart som beskrevs av Wilhelm Olbers Focke. Geum boliviense ingår i släktet nejlikrotsläktet, och familjen rosväxter. Inga underarter finns listade i Catalogue of Life.